# Maison du Commandant (Wismar)
La Maison du Commandant suédois (en allemand : Kommandantenhaus Wismar) est un édifice situé dans la ville hanséatique allemande de Wismar, sur la place du Marché au n° 15 ; c'est un bâtiment classé. Depuis 1930, la maison est utilisée par la Caisse d'Epargne du nord-ouest du Mecklembourg.

## Histoire
La maison à pignon à deux étages a été construite dans le style de la Renaissance du Nord à la fin du XVIe siècle. Les deux pignons à gradins caractéristiques ont des volutes, chacun avec un sommet arrondi.
Lors de la guerre de Trente Ans, las armées suédoises ont conquis la ville en 1632 ; cette domination suédoise sur Wismar a pris fin de facto en 1803. À partir de 1632, la maison devient le siège du commandement militaire suédois (Kommandantenhaus. En 1801, elle est transformée en maison de marchand. Vers 1879, elle est restaurée sur les plans de Heinrich Thormann pour son frère aîné, le commerçant David Thormann ; ce dernier fait don de ses collections artistiques au Musée de Schwerin.

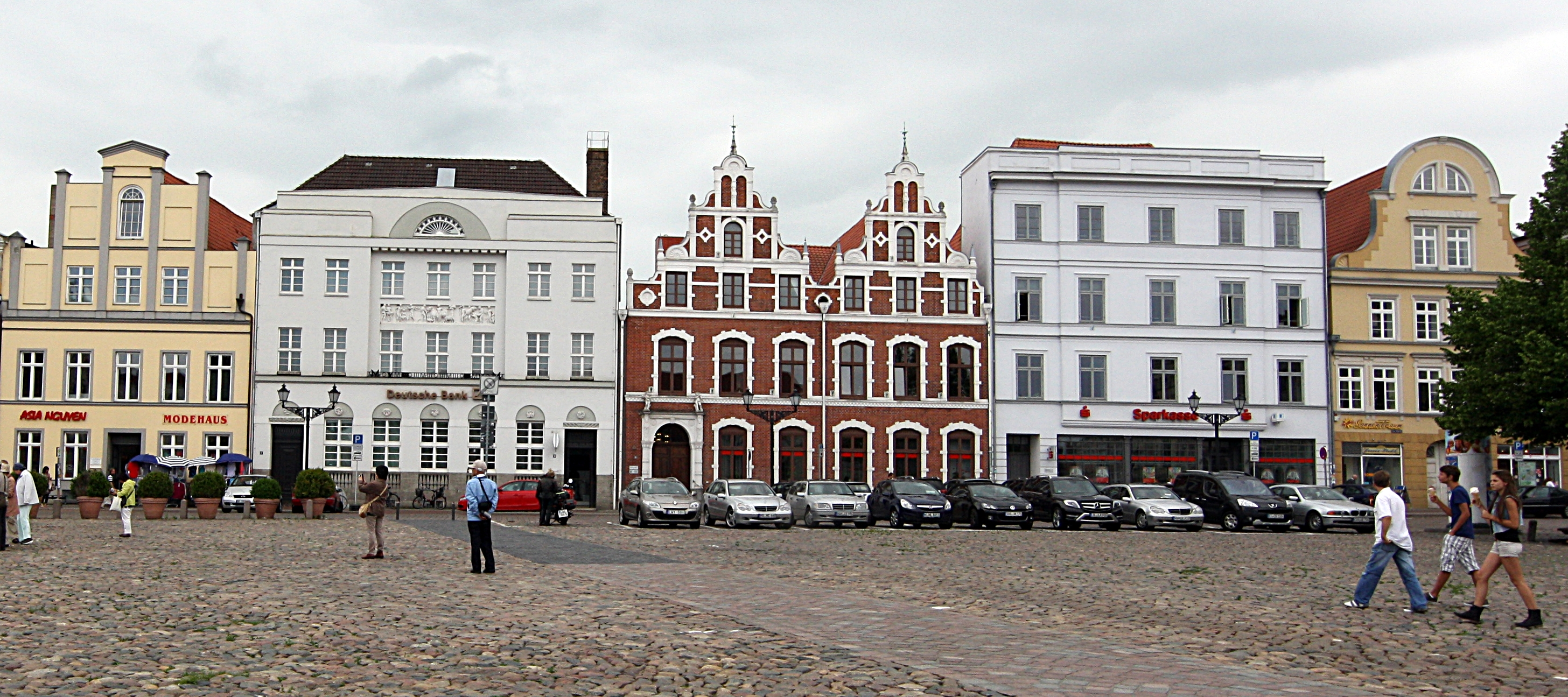
La Maison du Commandant sur la place du marché de Wismar.

La succursale de la Caisse d'Epargne s'y installe en 1930.
La maison située sur la place du Marché, comme l'Alter Schwede au n° 21, fait partie de la vieille ville de Wismar qui a été inscrite par l'UNESCO le 29 juin 2002, conjointement avec celle de Stralsund, sur la liste du Patrimoine mondial.